# Opperste Sovjet van Oekraïne
De Opperste Sovjet van de Oekraïense Socialistische Sovjetrepubliek (Oekraïens: Верховна Рада Української РСР, Verchovna Rada Ukrayins'koyi RSR) was de wetgevende macht van de Oekraïense SSR tussen 1937 en 1991. De voorloper van de Opperste Sovjet van Oekraïne was het Al-Oekraïens Centraal Uitvoerend Comité. 
Tussen 1978 en 1989 telde de Opperste Sovjet 650 zetels; een hervorming bracht dat aantal in 1989 terug tot 450. In 1989 werd besloten dat zich bij de aankomende verkiezingen van 1990 meer dan één kandidaat per zetels zou worden toegestaan. Tot de verkiezingen van 1990 konden alleen leden van de Communistische Partij van Oekraïne en partijloze bondgenoten zich kandidaat stellen. Aan de verkiezingen van 1990 – de laatste verkiezingen voor de Opperste Sovjet – mochten (en deden) ook kandidaten van oppositiebewegingen mee. Na de verkiezingen ontstonden er voor het eerst in de geschiedenis van de Opperste Sovjet verschillende fracties, waarbij die van de orthodoxe communisten met 239 zetels de grootste was. Op 5 december 1991 scheidde Oekraïne zich formeel af van de Sovjet-Unie en werd onafhankelijk. De Opperste Sovjet bleef in de samenstelling van 1990 bestaan tot aan de parlementsverkiezingen van 1994. Inmiddels was de Communistische Partij toen al verboden en waren er nog meer fracties ontstaan in de Opperste Sovjet.
De benaming van het parlement van Oekraïne, Verchovna Rada, wordt meestal vertaald met "Hoge Raad", het is echter dezelfde Oekraïense naam die ook werd gehanteerd tijdens de Oekraïense SSR.

## Presidium
Het Presidium van de Opperste Sovjet van de Oekraïense SSR vormde het dagelijks bestuur van het parlement. De voorzitter van het Presidium van de Opperste Sovjet, de parlementsvoorzitter, was het de facto hoofd van de Oekraïense SSR. Leonid Kravtsjoek (1934-2022), de laatste voorzitter van het Presidium van de Opperste Sovjet (1990-1991), werd op 5 december 1991 de eerste president van Oekraïne.

## Voorzitters van het Presidium van de Opperste Sovjet
| Afbeelding | Persoon                | Van          | Tot              |
| ---------- | ---------------------- | ------------ | ---------------- |
|            | Mykhailo Burmystenko   | 25 juli 1938 | 9 september 1941 |
|            | Oleksandr Korniytsjoek | 1947         | 1953             |
|            | Pavlo Tychyna          | 1953         | 1959             |
|            | Oleksandr Korniytsjoek | 1959         | 1972             |
|            | Mykhailo Bilyi         | 1972         | 1980             |
|            | Kostiantyn Sytnyk      | 1980         | 1985             |
|            | Platon Kostjoek        | 1985         | 4 juni 1990      |
|            | Vladimir Ivasjko       | 4 juni 1990  | 9 juli 1990      |
|            | Leonid Kravtsjoek      | 23 juli 1990 | 5 december 1991  |

## Bron
- (en)  I. Katchanovski, Z.E. Kohut, B.Y. Nebesio, M. Yurkevich: Historical Dictionary of Ukraine, The Scarecrow Press, Inc., Lanham/ Toronto/ Plymouth, VK 2013, p. 734